# Blücher (1939)
El Blücher fue el segundo de los cinco cruceros pesados de la clase Admiral Hipper de la Kriegsmarine alemana, construido tras el ascenso del Partido Nazi y su rechazo del Tratado de Versalles. Nombrado en honor al mariscal de campo prusiano Gebhard Leberecht von Blücher, uno de los vencedores de la batalla de Waterloo, el crucero se comenzó a construir en agosto de 1936 y fue botado en junio de 1937. Estuvo completado en septiembre de 1939, poco después del estallido de la Segunda Guerra Mundial. Tras realizar las pruebas de mar y varias maniobras de entrenamiento, el buque estuvo listo para el servicio con la flota alemana el 5 de abril de 1940. 
Asignado al Grupo 5 durante la invasión alemana de Noruega en abril de 1940, el Blücher sirvió como buque insignia del contralmirante Oskar Kummetz. El crucero lideró la flotilla germana que penetró en el fiordo de Oslo la noche del 8 de abril para apoderarse de Oslo, la capital de Noruega, pero dos viejos cañones de costa de la fortaleza de Oscarsborg dispararon contra el barco a muy poca distancia y le causaron dos impactos. Dos torpedos lanzados desde baterías terrestres también le hicieron blanco y provocaron un gran incendio a bordo del Blücher que no pudo ser controlado. Tras una explosión de sus almacenes de munición, el barco escoró lentamente y se hundió, con la pérdida de gran cantidad de vidas. Su pecio permanece en el fondo del fiordo de Oslo.

## Construcción

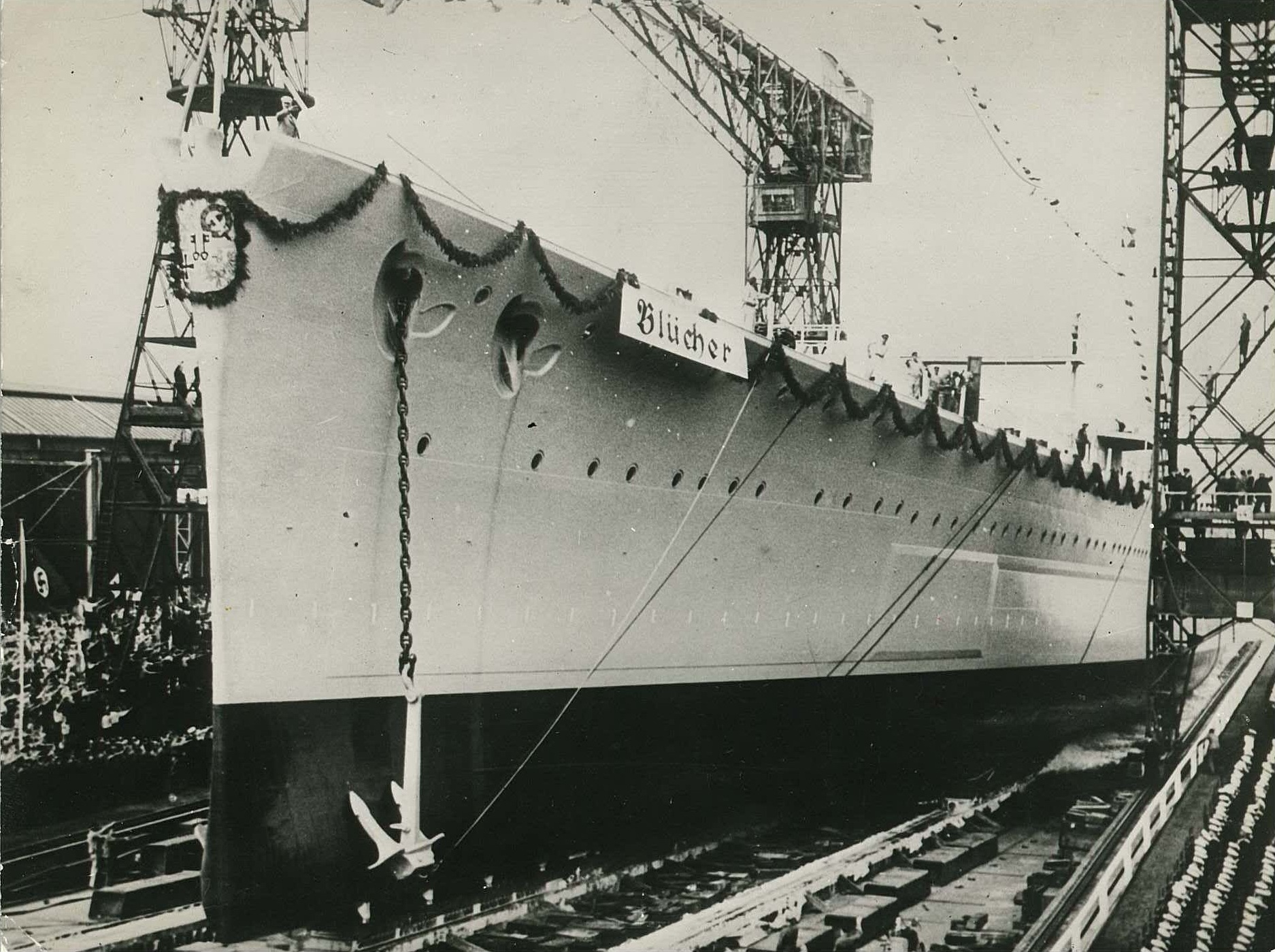
Botadura del Blücher en el astillero Deutsche Werke de Kiel el 8 de junio de 1937.

La Kriegsmarine encargó la construcción del Blücher al astillero Deutsche Werke de Kiel. Su quilla se puso en grada el 15 de agosto de 1936 con el número de construcción 246 y la botadura se celebró el 8 de junio de 1937. No estuvo completo hasta dos años después, el 20 de septiembre de 1939, día en que entró en servicio en la flota alemana. Recién construido el crucero contaba con una proa recta, aunque tras su botadura esta fue reemplazada por una proa tipo atlántico que incrementó su eslora total hasta los 205,9 m. También se le instaló un sombrerete para la chimenea.
En su botadura el Blücher tenía 202,8 m de eslora total, una manga de 22 m y un calado máximo de 7,74. El crucero tenía un desplazamiento de diseño de 16 170 toneladas que llegaba hasta las 18 200 a plena carga. Estuvo impulsado por tres turbinas de vapor engranadas que recibían el suministro de vapor de doce calderas de combustible líquido de alta presión. Su velocidad máxima fueron 32 nudos (59 km/h) gracias a sus 132 000 CV (98 000 kW). De acuerdo al diseño, su tripulación estándar eran 42 oficiales y 1340 marineros.
El armamento principal del Blücher constaba de ocho cañones SK de 203 mm L/60 montados en cuatro torretas gemelas, dispuestos en pares hacia proa y hacia popa. Su batería antiaérea consistía en doce cañones de 105 mm L/65, doce de 37 mm y ocho de 20 mm. También contaba con un par de tubos lanzatorpedos triples a la par de la superestructura posterior. El crucero fue equipado con tres hidroaviones Arado Ar 196 y una catapulta para su lanzamiento. El cinturón acorazado del Blücher era de entre 70 y 80 mm de espesor y su cubierta superior tenía entre 12 y 30 mm de blindaje, mientras que la cubierta protectora principal era de 20 a 50 mm. Las torretas de las baterías principales contaban con 105 mm delante y detrás y 70 mm a ambos lados.

## Historial de servicio

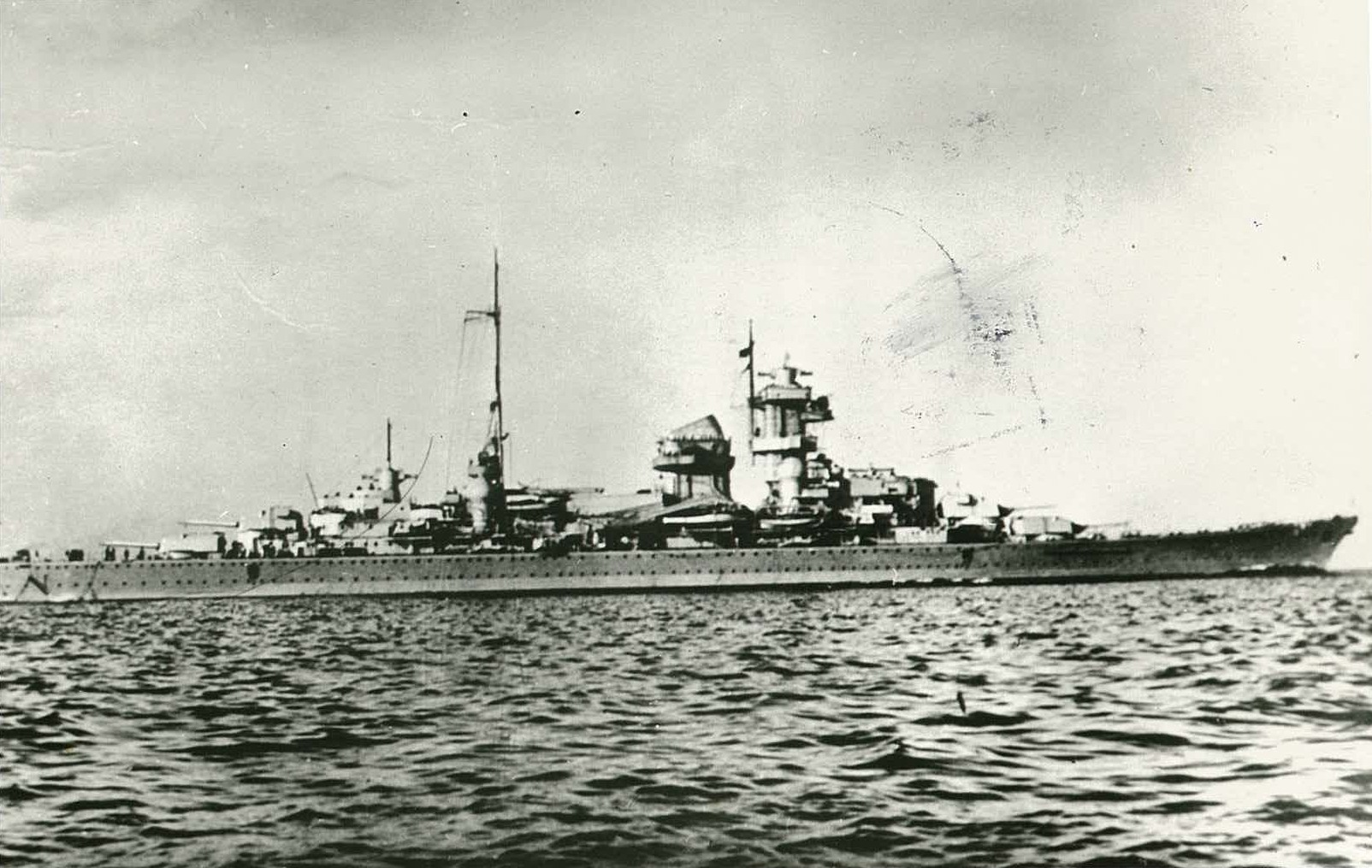
El crucero pesado Blücher.

El acondicionamiento y las mejoras adicionales en el Blücher se realizaron durante la mayor parte de noviembre de 1939. Hacia finales de mes estaba listo para las pruebas de mar, para cuya realización navegó a Gotenhafen, en el mar Báltico. Las pruebas duraron hasta mediados de diciembre, tras lo que el crucero retornó a Kiel para las modificaciones finales. En enero de 1940 volvió para realizar maniobras en el Báltico, pero a mediados de mes los hielos lo forzaron a permanecer en puerto. El 5 de abril el barco se consideró listo para la acción, por lo que fue consiguientemente asignado a las fuerzas encargadas de la invasión de Noruega.

### OperaciónWeserübung

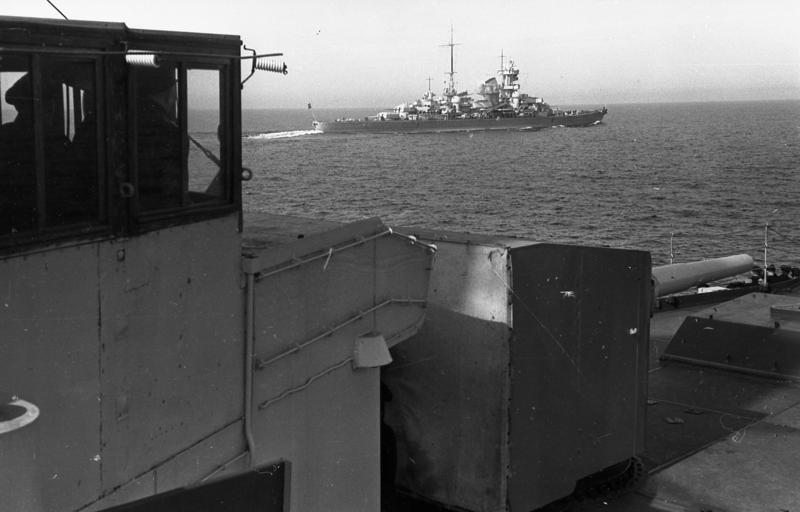
El Blücher, fotografiado desde el crucero ligero Emden, navegando a Noruega.

El 5 de abril de 1940 embarcaron en el Blücher en el puerto de Swinemünde el contralmirante Oskar Kummetz y un fuerte destacamento de 800 efectivos de las tropas de tierra de la 163.ª División de Infantería del ejército alemán. Tres días después, el 8 de abril, el crucero partió con destino a Noruega como buque insignia de la fuerza que debía tomar Oslo, la capital del país nórdico. El Blücher formaba parte del Grupo 5 de la fuerza de la invasión, compuesto también por el crucero pesado Lützow y el crucero ligero Emden, además de otros buques de escolta. Mientras la escuadra navegaba a través de los estrechos Kattegat y Skagerrak, el submarino británico Triton avistó el convoy y le disparó una salva de torpedos de manera infructuosa.
La noche había caído cuando la flotilla alemana alcanzó la entrada del fiordo de Oslo. Poco después de las 23:00 —hora noruega— la fuerza alemana fue avistada por el buque patrullero noruego Pol III. El buque torpedero alemán Albatros lo atacó y le prendió fuego, pero no antes de que el patrullero alarmara del ataque de unos buques desconocidos. A las 23:30 la batería sur de Rauøy avistó la flotilla con su reflector y disparó dos cañonazos de advertencia. Cinco minutos después disparó cuatro más contra los navíos alemanes, pero la poca visibilidad le impidió hacer blanco a ninguno. Los cañones de Bolærne dispararon un único obús a las 23:32, pero antes de que el Blücher pudiera ser alcanzado desapareció de su alcance de tiro.

Mapa de la travesía del Blücher por el fiordo de Oslo con las horas de los eventos.

La flotilla alemana navegaba a una velocidad de 12 nudos (22 km/h). Poco después de la medianoche la Radio Pública Noruega, la Norsk Rikskringkasting, transmitió una orden del almirante comandante para apagar todos los faros y luces de navegación. Los barcos alemanes habían recibido la orden de abrir fuego solo en caso de que fueran atacados. Entre las 00:30 y las 02:00 la flotilla se detuvo y 150 soldados de las fuerzas de desembarco fueron transferidos a los escoltas R17 y R21 desde el Emden y R18 y  R19 desde el Blücher.
Los dragaminas R-boot debían atacar Rauøy, Bolærne y el puerto y la ciudad de Horten. A pesar de la aparente pérdida del factor sorpresa, el Blücher procedió a avanzar dentro del fiordo para cumplir con lo planeado y arribar a Oslo de madrugada. A las 04:40 los reflectores noruegos iluminaron de nuevo al crucero, y cuarenta minutos después los cañones costeros de 280 mm situados en la Fortaleza de Oscarsborg abrieron fuego sobre el Blücher, con lo que dio comienzo la batalla del estrecho de Drøbak. Los cañones costeros acertaron varios impactos muy cerca del lado de babor del barco alemán. El primero fue muy por encima del puente, impactó en el puesto del comandante de los cañones antiaéreos y mató al teniente de navío Hans-Erich Pochhammer. El telémetro principal en lo alto de la torre de batalla quedó desalineado, aunque el Blücher tenía otros tres grandes telémetros —en las torretas B y C y sobre el puente—, otros menores en el puente y los cuatro telémetros para los cañones antiaéreos. El comandante de la torreta D, jefe de artilleros Waldeck, afirmó que este primer impacto de 280 mm no tuvo influencia en el desempeño de las baterías de 203 mm durante el combate.

### Incendio
El segundo impacto de 280 mm causó daños más graves: hizo blanco cerca del hangar de las aeronaves, provocó un gran incendio e hizo estallar los explosivos de la infantería, lo que dificultó los esfuerzos para su extinción. La explosión incendió los dos hidroaviones Arado, uno de los cuales estaba en la catapulta de despegue y el otro en su hangar. La explosión probablemente también abrió un boquete en la cubierta blindada, sobre la sala de turbinas. La turbina 1 y el generador de la sala 3 se pararon y solo permanecieron funcionando las hélices laterales.
Los alemanes no fueron capaces de identificar el origen de los cañonazos, por lo que el Blücher incrementó su velocidad hasta los 32 nudos (59 km/h) en un esfuerzo por dejar atrás los cañones noruegos. Los cañones de 150 mm en Drøbak, a unos 370 metros a estribor del Blücher, también abrieron fuego. El ingeniero jefe, capitán de fragata Karl Thannemann, escribió en su informe que los impactos de los cañones de Drøbak, disparados desde el lado de estribor, dieron todos entre las secciones IV y X en una longitud de 75 m en el centro del buque, entre las torretas B y C. Sin embargo, todos los impactos fueron a babor.

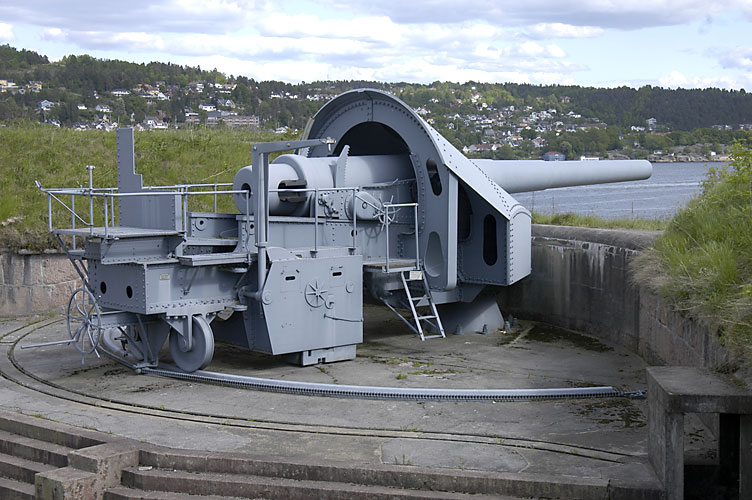
Uno de los cañones de 280 mm de la Fortaleza de Oscarsborg que disparó contra el Blücher y que todavía permanece en su lugar.

El Blücher acababa de pasar el estrecho Drøbak y estaba en pleno giro a babor cuando los daños causados por los cañonazos de las baterías de 150 mm de Drøbak provocaron que el puente de mando perdiera el control del timón. El comandante recuperó el rumbo usando las hélices laterales, pero el buque perdió velocidad. Normalmente el timón se controlaba eléctricamente desde el puente, pero también existía una sala de dirección manual bajo la cubierta blindada, justo delante del timón. En una emergencia se podía cambiar rápidamente a control manual, pero los daños eléctricos dificultaron la comunicación entre el puente y el control manual del timón. A las 05:30, las baterías noruegas de torpedos ubicadas en tierra hicieron dos impactos al crucero alemán, y ello a pesar de que su dispositivo de tiro era muy primitivo y la velocidad del objetivo debía establecerse por estimación.
De acuerdo con el informe del almirante Kummetz, el primer torpedo impactó en la caldera 2, justo debajo de la chimenea, y el segundo en la sala de las turbinas 2 y 3 que impulsaban las hélices laterales. La caldera 1 ya había sido destruida por los cañonazos, y solo restaba una caldera, pero todas las tuberías de vapor a través de las calderas 1 y 2 y la sala de turbinas 2/3 resultaron dañadas y la turbina para la hélice principal perdió su fuerza. Hacia las 05:34 el barco estaba gravemente perjudicado, pero había conseguido pasar por la zona más expuesta y las armas noruegas ya no podían hacerle blanco. Sin embargo, el timón del crucero había quedado atascado a babor y la hélice de ese lado tuvo que ser parada y la de estribor puesta marcha atrás a máxima velocidad para que el buque pudiera mantener un curso recto.

### Hundimiento
Tras dejar atrás las baterías costeras, la tripulación del Blücher, incluyendo el personal de dotación de las torretas, intentó apagar el incendio. Para entonces el crucero sufría una escora de 18°, aunque ello no fue problemático en un principio. Sin embargo, el fuego alcanzó el pañol de municiones de uno de los cañones de 105 mm y provocó una violenta explosión que rompió diversos mamparos en la sala de máquinas y prendió los tanques de combustible del barco. El maltratado crucero comenzó lentamente a escorar y se dio la orden de abandonar la nave. El Blücher rodó sobre sí mismo y se hundió a las 07:30 con gran pérdida de vidas. El historiador naval Erich Gröner afirmó que el número de fallecidos se desconoce, pero Henrik Lunde arroja la cifra de mil fallecidos entre soldados y tripulantes. Jürgen Rohwer, por su parte, afirma que murieron en el hundimiento 125 marineros y 195 soldados.
La pérdida del crucero pesado Blücher y el daño que recibió el Lützow obligaron a los alemanes a retirarse. La infantería desembarcó en la orilla este del fiordo y procedió a su misión por tierra. Tomaron la fortaleza de Oscarborg a las 09:00 del 10 de abril y después se desplazaron a atacar la capital, Oslo. Las tropas aerotransportadas tomaron el aeropuerto de Fornebu y completaron el cerco de la ciudad, que para las 14:00 del día 10 estaba en manos alemanas. Sin embargo, el retraso causado por la retirada temporal de la fuerza especial del Blücher dio tiempo para que huyeran de la ciudad el Gobierno y la familia real noruega.

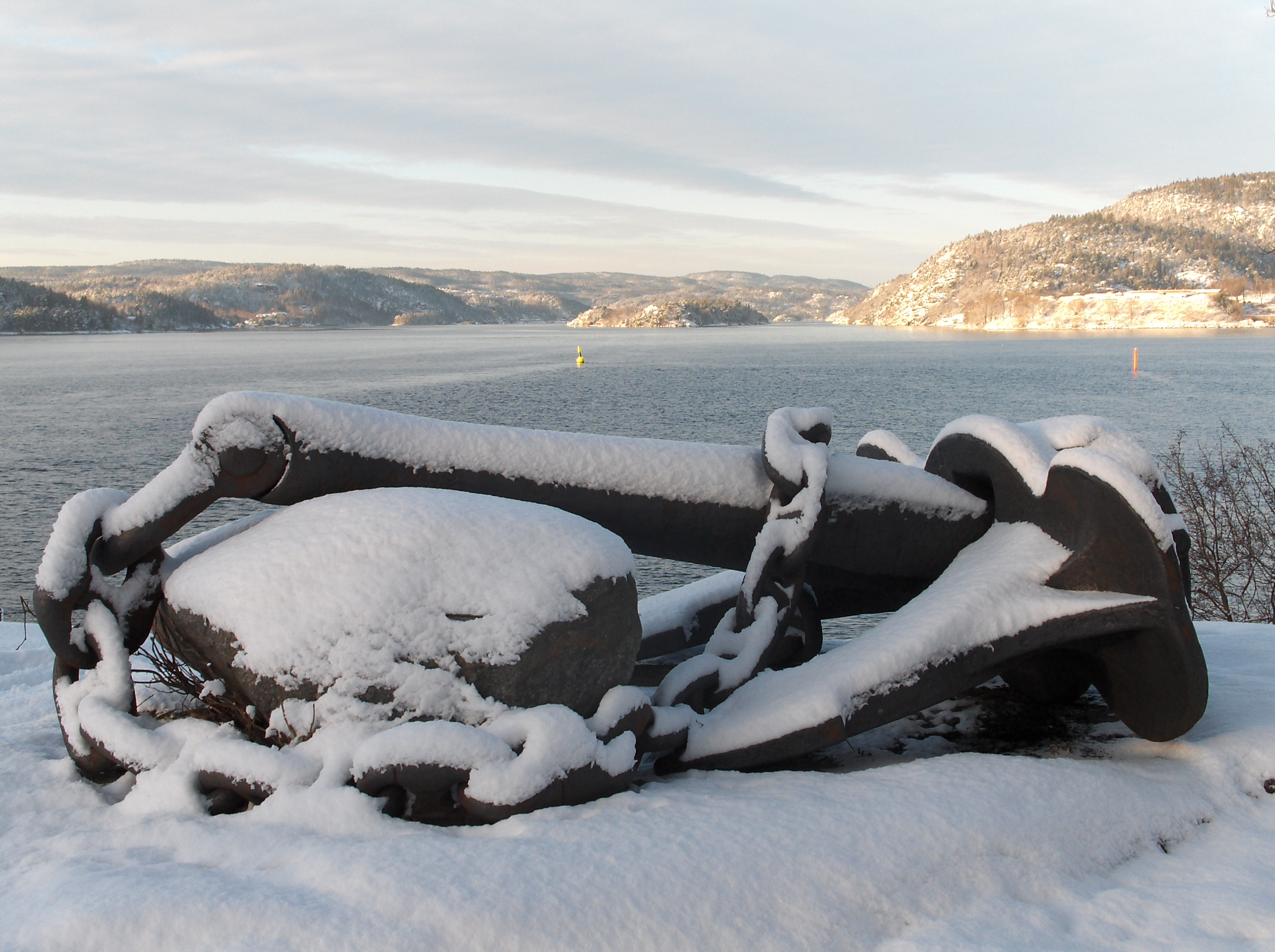
Una de las anclas del Blücher a orillas de la sonda Drøbak.

### Pecio
El pecio del Blücher reposa en el fondo del fiordo de Oslo, concretamente en el estrecho de Drøbak, semi-volcado sobre su castillo de proa, a una profundidad de entre 64 m en la parte más alta y 90 m en su parte más baja. Las hélices del crucero se recuperaron en 1953, y aunque se ha propuesto en varias ocasiones desde 1963 rescatar el pecio, esto todavía no se ha hecho. Cuando el Blücher partió de Alemania llevaba 2670 metros cúbicos de combustible a bordo. Gastó algo en el viaje a Noruega, y también se perdió una parte en el hundimiento, pero vertía carburante de forma constante hasta que trabajos de recuperación del diésel se realizaron en 1991. El trabajo se realizó con gran dificultad ya que las aguas del estrecho no superan los 5 °C.
En 1991 la cantidad de las fugas aumentó a cincuenta litros diarios, una amenaza medioambiental, por lo que el Gobierno noruego decidió recuperar todo el petróleo que fuera posible del pecio. En octubre de 1994 varios buzos de la compañía Rockwater AS perforaron agujeros en 133 tanques de fuel y retiraron mil toneladas de hidrocarburos. Cuarenta y siete tanques de combustible no pudieron ser alcanzados y todavía están llenos. Tras llevar a cabo el proceso de limpieza, el petróleo fue vendido. Este proceso extractivo dio la oportunidad de recuperar la estructura de uno de los dos hidroaviones Arado Ar 196 del crucero alemán, que fue izado el 9 de noviembre de 1994 y se encuentra actualmente expuesto en el Museo Flyhistorisk, el museo de la aviación de Sola, cerca de Stavanger.